# 李大壮
李大壮，SBS，OM，JP（1959年—），原名張實，男，汉族，中华人民共和国企业家、政治人物，香港新大中有限公司董事长，第八、九、十、十一、十三、十四届全國政協香港委員（全國台聯界別），香港建制派（商界親中派）政黨經民聯監事會副主席，亦是張學良侄孫。

## 生平
2008年，当选第十一届全国政协委员，代表特邀香港人士，分入第五十二组。并担任外事委员会专委。2018年1月，当选第十三届全国政协委员。